# Alberto Del Rio
Bản mẫu:Infobox wrestler

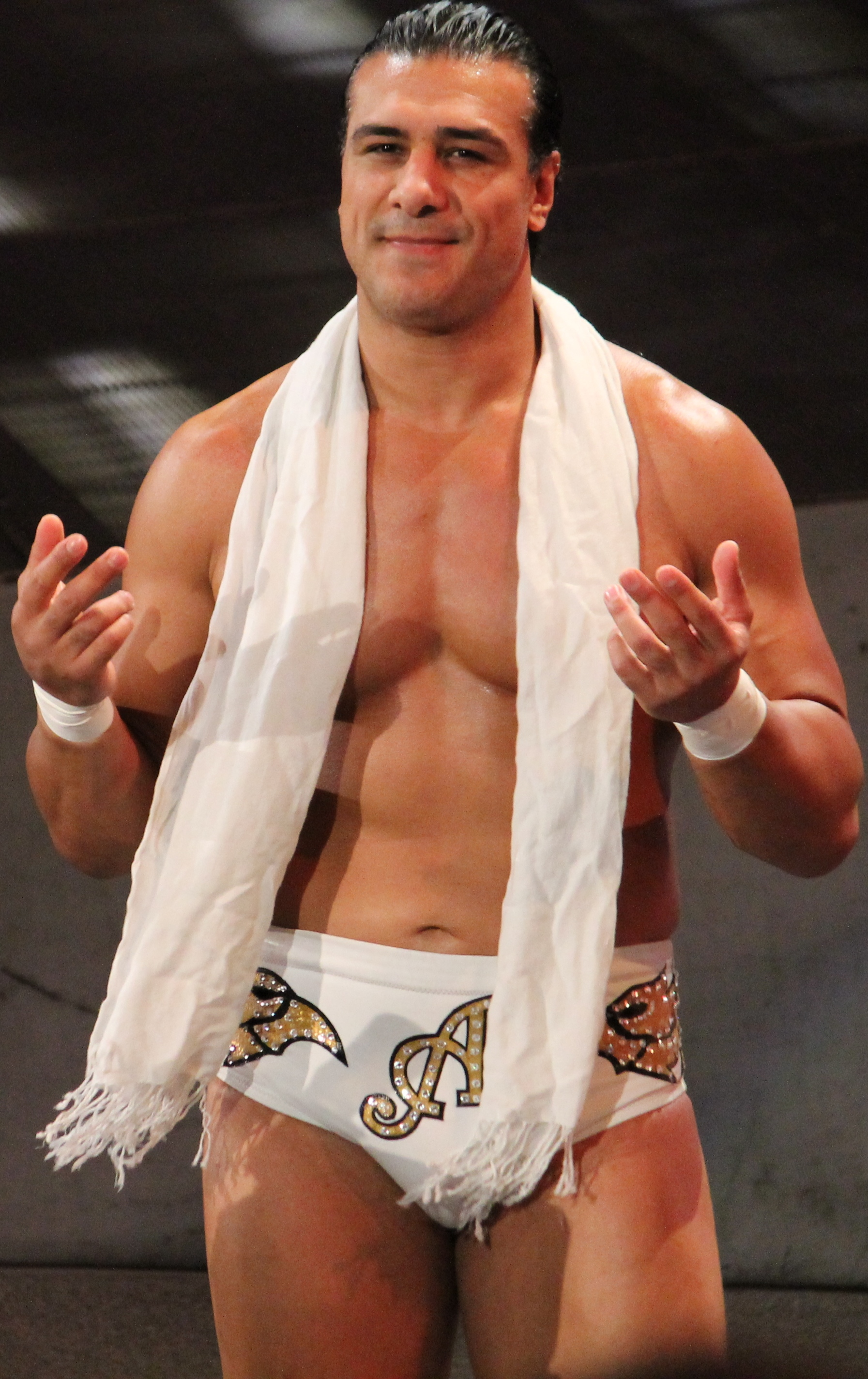
Alberto Del Rio RAW 2012

José Alberto Rodríguez (sinh ngày 25 tháng năm 1977) được biết đến là Alberto Del Rio là một đô vật người Mexico và cựu võ sĩ hỗn hợp chuyên nghiệp. Anh từng đấu vật ở WWE và là cựu thành viên của nhóm The League of Nations (WWE). Anh đã thi đấu với tên võ đài là El Patron Alberto trong Asistencia Asesoría y Administración (AAA), Ring of Honor (ROH), Lucha Underground, Nhật Bản, Puerto Rico và chương trình khuyến mãi độc lập khác nhau tại Hoa Kỳ. Trước khi làm việc cho WWE, Rodríguez sử dụng tên Dos Caras Jr. như cả một võ sĩ hỗn hợp và luchador ở Mexico và Nhật Bản, đạt được thành công trong Consejo Mundial de Lucha Libre (CMLL).
Sau khi rời khỏi WWE, anh đã xuất hiện tại một giải đấu vật mang tên What Culture Pro Wrestling (WCPW).

## Các chức vô địch và danh hiệu
- Central American and Caribbean Games
  - First place (3 lần)
- Pan American Games
  - Gold (1999)
- World Junior Championships
  - Gold (1997)
- Asistencia Asesoría y Administración
  - AAA Mega Championship (1 lần)
  - Lucha Libre World Cup (2015) – với Myzteziz và Rey Mysterio.Jr 
    - Técnico of the Year (2014)
- Consejo Mundial de Lucha Libre
  - CMLL World Heavyweight Championship (1 lần)
  - La Copa Junior (2006)
- Pro Wrestling Illustrated
  - PWI xếp hạng #6 trong số 500 đô vật xuất sắc nhất năm 2011
- World Wrestling Entertainment/WWE
  - WWE Championship (2 lần)
  - World Heavyweight Championship (2 lần)
  - WWE United States Championship (2 lần)
  - Bragging Rights Trophy (2010) – với Team SmackDown (Big Show, Rey Mysterio, Jack Swagger, Edge, Tyler Reks, và Kofi Kingston)
  - Money in the Bank (Raw 2011)
  - Royal Rumble (2011)
- World Wrestling League
  - WWL World Heavyweight Championship (1 lần)
- Wrestling Observer Newsletter
  - Best Gimmick (2010)